# Nokia Lumia 720
Lumia 720 — смартфон, разработанный компанией Nokia, работающий под управлением операционной системы Windows Phone 8. Аппарат был анонсирован 25 февраля 2013 года на Mobile World Congress в Барселоне. Смартфон оснащен двухъядерным процессором с частотой 1 ГГц и экраном с диагональю 4,3 дюйма, выполненным по технологии IPS ClearBlack. Экран характеризуется повышенной чувствительностью и позволяет пользоваться устройством в том числе и в перчатках. Экран закрыт защитным стеклом Gorilla Glass 2. Телефон поддерживает индукционную зарядку по стандарту Qi. В устройстве установлена камера с разрешением 6,7 Мп. В аппарате предустановлено 8 Гб памяти, возможно расширение с помощью карт памяти MicroSD максимальным объёмом до 64 Гб.

## Аппаратная часть
Монолитный корпус выполнен из поликарбоната, аналогично Nokia Lumia 920. Есть и конструкционные отличия от флагманской модели — для реализации функции беспроводной зарядки требуется специальная панель, для её подключения на задней панели телефона располагается специальная контактная площадка. Кроме того, на левом торце устройства располагается слот для карт памяти. Слот для сим-карты формата micro-Sim расположен на верхнем торце смартфона.
Кроме того, телефон оснащен таким же аккумулятором емкостью 2000 мА-ч, что и Nokia Lumia 920. По заявлениям производителя, он позволит телефону проработать до 520 часов в режиме ожидания при подключении к сети 3G.
Дизайн телефона похож на «старшую» модель, Nokia Lumia 920. При этом устройство чуть меньше флагмана (ширина 67,5 мм против 70,8 мм; длина 127,9 мм против 130,3 мм) и несколько тоньше (9 мм против 10,7 мм).

### Процессор, память
Смартфон разработан на базе двухъядерного процессора Qualcomm Snapdragon S4 с тактовой частотой 1 Ггц, вдобавок оснащён мощным видеопроцессором Adreno 305. Также располагает 512 Мб оперативной памяти и 8 Гб встроенной для хранения данных. Поддерживается расширение памяти картами MicroSD максимальным объёмом до 64 Гб. Кроме того, пользователю доступно 7 Гб облачного хранилища в сервисе SkyDrive.

### Экран
В Lumia 720 установлен экран с разрешением WVGA (800x480), разработанный по расширенной технологии IPS, которую в Nokia называют «PureMotion HD+». Эта технология позволяет достигать скорости перехода пикселя в 9 мс, против 23 мс в экране с обычным IPS-жидкокристаллическим дисплеем. Помимо этого, в экране смартфона имеется поляризационный слой «Clear Black», что позволяет избежать выцветания экрана на солнце. Экран защищён закалённым стеклом Gorilla Glass 2.

### Камера
В смартфоне установлена камера с разрешением 6,7 Мпикс. Фронтальная камера имеет максимальное разрешение 1,3 Мпикс (1280×960) и оснащена широкоугольным объективом.

### Связь
Основным отличием Lumia 720 от 920 является отсутствие в младшей модели модуля 4G. В остальном коммуникационные возможности телефонов схожи. Lumia 720 поддерживает работу в сетях WCDMA на частотах 850/900/1900/2100 Мгц, Bluetooth 3.0, разъем micro-USB для соединения с компьютером (USB 2.0).
Доступны профили Bluetooth OPP 1.1 (пересылка объектов), HFP 1.5 (громкая связь), PBAP 1.0 (доступ к телефонной книге), A2DP 1.2 (расширенное распространение аудио) и AVRCP 1.4 (дистанционное управление аппаратурой).
Для Wi-Fi доступны профили WLAN IEEE 802.11 b/g/n. Телефон также поддерживает функцию NFC.

### Индукционная зарядка, питание
Телефон поддерживает беспроводную индукционную зарядку по стандарту Qi. Телефон может быть размещен на специальном зарядном устройстве и заряжаться без подключения проводом. Для этого потребуется специальный аксессуар — защитная панель с функцией беспроводной зарядки CC-3064.

## Операционная система, приложения
Nokia Lumia 720 работает под управлением операционной системы Windows Phone 8. Как и все остальные телефоны Lumia, 720-я модель продается с предустановленными эксклюзивными приложениями Nokia. На конференции MWC 2013 было объявлено о ребрендинге картографических сервисов, собственные навигационные приложения, устанавливаемые в смартфонах Lumia, получили названия Here Транспорт, Here Карты и Here Навигатор. Остальные приложения могут быть загружены в специальном разделе магазина — Эксклюзивы Nokia.